# Растегаева, Фёкла Андреевна
Фёкла Андреевна Растегаева — советский хозяйственный, государственный и политический деятель.

## Биография
Родилась в 1906 году в деревне Кипун Шарканской волости Сарапульского уезда. Член ВКП(б).
С 1930 года — на хозяйственной, общественной и политической работе. В 1930—1958 гг. — врач в Удмуртской АССР, народный комиссар социального обеспечения, народный комиссар здравоохранения, заместитель министра здравоохранения по санитарным вопросам, заместитель председателя Совета Министров Удмуртской АССР, министр здравоохранения Удмуртской АССР.
Избиралась депутатом Верховного Совета СССР 1-го созыва. Внесена в Почётную Книгу трудовой славы и героизма Удмуртской АССР
Умерла в 1981 году в Ижевске.